# George Buckland
George Frederick Buckland (ur. 13 kwietnia 1883 w Didsbury, zm. 28 stycznia 1937 w Timperley) – brytyjski zawodnik lacrosse.
Na igrzyskach olimpijskich w 1908 w Londynie wraz z kolegami zdobył srebrny medal.
Był zawodnikiem klubu Old Hulmeians.